# Wiejdielewka
Wiejdielewka – osiedle typu miejskiego w Rosji, w obwodzie biełgorodzkim. W 2010 roku liczyło 7008 mieszkańców.